# OFK Belgrado
El OFK Belgrado (cirílico serbio: ОФК Београд) es un club de fútbol serbio, del barrio de Karaburma en Belgrado. Fue fundado en 1911, disputa sus partidos como local en el Omladinski stadion y juega en la Superliga de Serbia. El nombre completo del club es Omladinski fudbalski klub, que significa "club de la juventud", y forma parte de la sociedad OSD Belgrado.
El club ha ganado la Liga yugoslava en cinco ocasiones, todas ellas en los años 1930, que son considerados como la época dorada del OFK. También cuenta en su palmarés con cinco Copas de Yugoslavia. Su mayor logro en competiciones internacionales fue una semifinal de la Recopa de Europa en 1963.

## Historia

### Fundación y primeros años
El club fue fundado en 1911 como Beogradski Sportski Klub (en serbio: Београдски Спортски Клуб) o Club Deportivo de Belgrado, uno de los clubes de fútbol más destacados en el Reino de Serbia y más tarde Reino de Yugoslavia. También fue el club más exitoso entre 1923 y 1941, época considerada como la primera época dorada del club con cinco títulos de campeón nacional. El BSK jugó su primer partido el 13 de octubre de 1911 contra el Šumadija de Kragujevac y ganó 8-1.
En 1945, después de la Segunda Guerra Mundial, el club se restableció con el nombre de "Metalac" por sus exmiembros. El club llevó el nombre hasta 1950, cuando fue renombrado otra vez BSK y en 1957 el nombre se modificó a Omladinski fudbalski klub (el club de la juventud), más conocido por sus siglas OFK.

### Segunda época dorada y crisis
A partir de 1953 comenzó una segunda edad de oro para el OFK que se extendería durante dos décadas. En ese año el club había ganado la Copa de Yugoslavia, a la que siguieron otras tres en 1955, 1962 y 1966. El club fue subcampeón nacional en dos ocasiones, en 1955 y en 1964, y apenas bajó de la sexta posición en la tabla de la liga durante esa época. Mientras tanto, el club había cambiado su nombre una vez más. En 1957, el club fue bautizado OFK Beograd y una vez más intentaron atraer espectadores al estadio, especialmente los más jóvenes, que acababan optando por el Estrella Roja o Partizan. En ese momento, los jugadores jugaban un fútbol atractivo y ofensivo, por lo que les sirvió para ganarse el apodo de Romantičari (los "románticos").
Las décadas de 1960 y la primera mitad de la década de 1970 fueron años de cierta gloria europea. El OFK Beograd había participado en ocho ocasiones en competiciones europeas. Su mayor éxito llegó en la Recopa de Europa de la temporada 1962-63, jugando en la semifinal contra el Tottenham Hotspur, el futuro campeón. En las rondas anteriores habían eliminado al Hallescher FC de Alemania Oriental (5–3 en el global), Portadown (7–4) y Napoli, al que eliminaron en un desempate (3–1) tras empatar en el global a tres goles.
Los Romantičari no fueron capaces de aprovechar su éxito en la escena nacional y europea. Después de varias exitosas temporadas, se produjo una caída repentina. El OFK Beograd fue perdiendo poco a poco su brillo durante la década de 1980, donde el club alternó temporadas en primera división y en segunda. El club volvió a ofrecer sus mejores resultados en la década de 1990. La cuarta posición en 1992 y 1994 son los mejores logros del conjunto del barrio de Karaburma.

### Historia reciente
En el verano de 2003 el club regresó a las competiciones europeas. Se jugó la Copa Intertoto de la UEFA, en la que el OFK humilló a los estonios de Narva Trans con un marcador de 6-1, pero la UEFA anuló el resultado a causa de una bomba de humo que se produce en el campo durante el juego. Más tarde se descubrió que se trataba de un acto de un hooligan de ira de un rival de la ciudad, furioso por su club de ser relegado a la Segunda División. Por consiguiente, solo contó el resultado del segundo partido. El OFK Beograd ganó en Tallin con un marcador de 5-3. Fueron eliminados en la segunda ronda por el Slovácko checo, con una resultado de 4-3.
El club volvió a disputar la Copa Intertoto en 2004 y debutaron en segunda ronda, eliminando fácilmente al Dinaburg. En la tercera ronda, el OFK se enfrentó contra el Tampere United en el legendario Ratinan stadion, anfitrión de un encuentro histórico entre Yugoslavia y la Unión Soviética en los Juegos Olímpicos de 1952. El OFK Beograd derrotaron a sus oponentes de Finlandia y se clasificó para jugar las semifinales, donde fueron eliminados por el Atlético de Madrid.
En 2005, el club llegó a la segunda ronda de la Copa de la UEFA después de más de 32 años, perdiendo ante el Lokomotiv Plovdiv por la regla del doble valor de los goles anotados en campo contrario. En 2006, el club se encontró en la misma competición con el Auxerre francés. En el primer partido, en Belgrado, el OFK derrotaron a sus oponentes con marcador de 1-0. En el segundo partido, el partido se encaminaba al 2-1 a favor de Auxerre con solo diez minutos por jugar y la clasificación para el OFK. Sin embargo, el equipo balcánico permitió tres goles en solo diez minutos, sufriendo una fuerte derrota por 5-1 y puso fin a su sueño europeo.
En la Europa League 2010-11 el OFK venció al Torpedo Zhodino de Bielorrusia 3-2 en el global y el sorteo le enfrentó al Galatasaray turco. En el partido de ida disputado en el Ali Sami Yen, el equipo serbio logró un valioso empate a dos goles, tantos conseguidos por Miloš Krstić y Nenad Injac, que neutralizaron los dos primeros goles de Arda Turan. Sin embargo, el experimentado conjunto turco venció sin problemas al OFK en Belgrado por 1-5.

## Palmarés

### Torneos nacionales: 14
- Primera Liga de Yugoslavia (5): 1931, 1933, 1935, 1936, 1939
- Copa de Yugoslavia (5): 1934, 1953, 1955, 1962, 1966
- Segunda Liga de Yugoslavia (3): 1958/59 (Este), 1979-80 (Este), 1984-85 (Este)
- Primera Liga Serbia (1): 2024

### Torneos amistosos internacionales
- Trofeo Ciudad de Granada  (1): 1973
- Trofeo Teresa Rivero  (1):2002

## Entrenadores
- Péter Szabó (1923–24)
- Adolf Engel (1927–29)[2]
- Sándor Nemes (1930)[3][2]
- Adolf Engel (1930–31)[2]
- Nikola Simić (1931–32)[2]
- Sándor Nemes (1932–34)[2]
- Nikola Simić (1934)[2]
- Josef Uridil (1935)[2]
- Sándor Nemes (1935–39)[2]
- István Mészáros (1939–40)[4][5][2]
- Svetozar Popović (1941)[6]
- Boško Ralić (1946–47)
- Ljubiša Broćić (1947–50)
- Milovan Ćirić (1951–53)
- Blagoje Marjanović (1953–56)
- Vojin Božović (1956–58)
- Vojin Božović (1959–60)
- Đorđe Vujadinović (1960–61)
- Milovan Ćirić (1961–63)
- Mile Kos &  Sava Antić (1963–64)
- Milovan Ćirić (1964–65)
- Dunja Milić (1965–66)
- Dunja Milić &  Miloš Milutinović (1966–67)
- Žarko Mihajlović (1967–69)
- Gojko Zec (1969–70)
- Božidar Drenovac (1970–71)
- Boris Marović (1971–72)
- Milutin Šoškić (1972–76)
- Nikola Beogradac (1976–7?)
- Blagoje Krivokuća
- Ilija Petković (1 de julio de 1990 – 30 de junio de 1993)
- Božidar Milenković (1996–97)
- Miodrag Ješić (2 de septiembre de 1998 – 30 de junio de 1999)
- Vanja Radinović (1999–00)
- Radmilo Ivančević (2000)
- Zvonko Varga (1 de julio de 2000 – 30 de junio de 2001)
- Stevica Kuzmanovski (1 de julio de 2003 – 30 de junio de 2004)
- Dragoljub Bekvalac (5 de abril de 2004 – 15 de mayo de 2004)
- Branko Babić (30 de junio de 2004 – 30 de septiembre de 2005)
- Slobodan Krčmarević (23 de octubre de 2005 – 24 de diciembre de 2006)
- Ratko Dostanić (24 de diciembre de 2006 – 31 de marzo de 2007)
- Branislav Vukašinović (2 de abril de 2007 – 8 de marzo de 2008)
- Ljupko Petrović (11 de marzo de 2008 – 21 de abril de 2008)
- Mihajlo Ivanović (21 de abril de 2008 – 17 de abril de 2009)
- Simo Krunić (13 de abril de 2009 – 30 de junio de 2009)
- Dejan Đurđević (1 de julio de 2009 – 27 de diciembre de 2011)
- Branko Babić (10 de enero de 2012 – 21 de mayo de 2012)
- Stevica Kuzmanovski (29 de mayo de 2012 – 16 de septiembre de 2012)
- Zoran Milinković (18 de septiembre de 2012 – 9 de septiembre de 2013)
- Zlatko Krmpotić (11 de septiembre de 2013 – 23 de diciembre de 2013)
- Milan Milanović (26 de diciembre de 2013 – 16 de marzo de 2014)
- Zlatko Krmpotić (17 de marzo de 2014)
- Slavko Matic (1 de julio de 2016- present)